# 심주 (요)
심주(瀋州)는 요나라가 동경도에 설치한 행정 구역 중 하나이다. 중급주로 절도사가 민정을, 동경도부서사가 군정을 맡았다. 본래 이명은 흥요군(興遼軍)이었으나 후에 소덕군(昭德軍)으로 바뀌었다.
그러나 동경도의 수많은 행정구역들처럼 거란이 발해의 행정구역들을 모두폐지, 요동에 재설치하는 과정에서 여러 행정구역의 연혁들이 혼합되었다. 이로 인해 해당사서의 건치연혁이 이전사서에서 언급한 동일 행정구역에 대한 언급과 전혀 맞지 않는 모습을 보였다. 1678년(청나라 강희제 강희 17년) 편찬되었던 역사지리서 독사방여기요에는 현성의 대략적인 위치가 언급되어있다. 본문서에서 언급되는 심주의 속현 위치는 해당서적의 부분을 인용하여 작성되었다.

## 요
읍루의 땅에 발해가 설치한 심주를 거란이 선양시로 옮겼다. 발해때 통치했던 9개의 속현은 발해멸망이후 폐지되었다. 요 태종이 흥요군으로 설치했다가 후에 소덕군으로 바뀌었다. 본래 영흥궁(永興宮)에 속했으나 후에 돈목궁(敦睦宮)으로 소속을 옮겼다. 1주 2현을 통치했다.
| 속주/속현명 | 한자   | 추정위치                 | 비고 |
| ----------- | ------ | ------------------------ | --- |
| 악교현      | 樂郊縣 | 선양시 심양고성          | <독사방여기요>에 따르면 당시 심양고성을 악교성(樂郊城)으로 불렀다고한다. 야율아보기가 계주(薊州, 톈진시 지저우 구) 삼하현(三河縣, 현 랑팡 시 싼허)의 주민들을 이곳으로 옮겨 삼하현을 설치했다가 후에 지금의 이름으로 개명했다. |
| 영원현      | 靈源縣 |                          | 야율아보기가 계주의 주민들을 옮겨 어양현(漁陽縣)을 설치했다가 후에 지금의 이름으로 바꿨다. |
| 암주        | 岩州   | 랴오양 시 덩타 시 암주성 | 백암군(白岩軍)이라고도 한다. 하급주로 자사가 민정을 맡았다. 발해의 백암성이 있었던 곳이다. 요 태종이 심주로 소속을 옮겼다. 장녕궁에 소속되었다가 후에 돈목궁으로 소속을 옮겼다. 속현으로 백암현 하나를 두었다.                 |
| 백암현      | 白岩縣 | 랴오양 시 덩타 시 암주성 | 암주의 속현이자 주의 치소가 있는 곳으로 발해에서 설치했다. |

## 금
금나라에서는 중급주로 소덕군 자사를 두었다. 1193년(명창 4년)자사로 고치고 흥통주, 귀덕주, 등주와 함께 동경에 소속시켰다. 36,892호의 주민들이 살았다. 5현을 두었다.
| 현명   | 한자   | 대략적 위치                        | 비고 |
| ------ | ------ | ---------------------------------- | --- |
| 악교현 | 樂郊縣 | 선양 시                            | 혼하(渾河)가 있다. |
| 장의현 | 章義縣 | 선양 시 위훙 구 창역참진(彰驛站鎮) | 1143(황통 3년) 요나라 광주를 현으로 격하시키고 본주로 내속시켰다. 요하, 동량하(東梁河), 요하대구(遼河大口)가 있다. 원나라시기 장의역이라는 이름의 역참으로 바뀌었다. |
| 요빈현 | 遼濱縣 | 선양 시 신민 시 요빈진             | 1143년 요나라 요주를 현으로 격하시키고 본주에 내속시켰다. 요하가 있다.                                                                                               |
| 읍루현 | 邑樓縣 | 선양 시 동북                       | 요나라 흥주가 있던 곳을 1189년(대정 29년)지금의 이름을 고쳤다. 범하(範河), 청하(淸河)가 있는데, 이중 청하는 여진어로 고외필랄(叩隈必剌)이라고 한다.                  |
| 쌍성현 | 雙城縣 | 선양 시 파쿠 현과 톄링 시사이      | 1143년 요나라 쌍주를 현으로 격하시켰다. 금 장종대에 폐지했다. |